# 허스크
《허스크》(영어: Husk)는 미국에서 제작된 브렛 시먼스 감독의 2011년 초자연 공포 영화이다. C. J. 토머슨, 데번 그레이 등이 출연하였고, 모시 디어만트 등이 제작에 참여하였다.

## 출연진
- C. J. 토머슨
- 데번 그레이
- 웨스 채텀
- 태민 서속
- 벤 이스터
- 조슈아 스킵워스
- 닉 투산트
- 마이클 코닐리슨
- 에런 하폴드
- 캔디스 마라 로즈

## 기타 제작진
- 총괄 제작: 스테퍼니 케일럽, 리모 디어만트
- 공동 제작: 루시 무커지, 캐리 오라일리
- 협력 제작: 제임스 포털레이시
- 배역: 샐리 리어, 마크 테슈너
- 미술: 해나 비클러
- 세트: 니콜 러블롱크
- 의상: 알렉시스 스콧
- 분장: 에밀리 버카
- 헤어: 마고 폭스
- 제작 관리: 애슐리 프랭클린, 존 굿윌, 루이즈 렁
- 조감독: 캐리 부시, 맷 커라도, 메러디스 너니코븐